# Mariana Paunova
Mariana Paunova (* 13. Juni 1951 in Kapinowo; † 27. Juli 2002 in New York City) war eine kanadische Sängerin und Pianistin bulgarischer Herkunft.

## Werdegang
Paunova besuchte von 1962 bis 1967 die Staatliche Musikschule in Sofia. Im Sommer 1967 besuchte sie Klavierkurse bei Jan Ekier in Polen, danach studierte sie bis 1970 in Rom Klavier bei Guido Agosti und Vincenzo Vitale. 1970 gewann sie den zweiten Preis beim Internationalen Klavierwettbewerb Francesco Paolo Neglia und ging dann als Klavierbegleiterin an die McGill University in Kanada.
1971 studierte sie Gesang bei Dina Maria Narici, und im Folgejahr nahm sie an den Sarah Fischer Concerts teil. Beim Internationalen Gesangswettberwb 1972 in Toulouse gewann sie die Silbermedaille, 1973 gewann sie sie Canadian Music Competition und das CBC Talent Festival. Im Sommer 1973 studierte sie Liedgesang bei John Newmark, von 1973 bis 1976 studierte sie am Opernstudio der McGill University Operngesang bei Edith und Luciano Della Pergola. Sie trat mit dem Quebec Symphony Orchestra und dem Montreal Elgar Choir sowie in Rundfunk- und Fernsehprogrammen der CBC auf. 1975 erhielt sie die kanadische Staatsbürgerschaft.
1978 debütierte Paunova an der Carnegie Hall als Isaura in einer konzertanten Aufführung von Rossinis Oper Tancredi, 1979 folgte ihr Debüt an der Metropolitan Opera als Olga in Eugen Onegin. Sie trat danach vorwiegend in den USA, aber auch in Europa, Mexiko und Kanada auf, so als Azucena in Il Trovatore an der Opera de Montréal (1982) und als La Comandante in Riccardo Zandonais I cavalieri di Ekebù in der Alice Tully Hall (2000). Mit dem Nouvel orchestre philharmonique unter Leitung von Armin Jordan nahm sie 1983 Paul Dukas’ Ariane et Barbe-Bleue auf. Bis 2002 unterrichtete sie an der Manhattan School of Music.